# Vuelve por favor
Vuelve por favor es una canción de Mon Laferte, tema principal de la banda sonora de la película peruana El buen Pedro del año 2012 y publicada en su álbum Tornasol.

## Sobre la canción
El director de cine peruano Sandro Ventura, al que conoció Mon Laferte en una de sus visitas al Perú, le encargó colaborar con una canción para su película de terror y suspenso El buen Pedro, la cual trata de un asesino en serie; el director le envió la escena inicial de la película y ella lo sorprendió con un bolero con toques de rock, Sandro Ventura declaría: «Estoy impresionado de lo bien que Mon entendió el concepto».
Existen tres versiones discográficas de esta canción realizadas por Mon Laferte, la primera la versión que aparece en la banda sonora de la película El buen Pedro, la segunda versión aparece publicada en el álbum Tornasol y la tercera la versión, es una versión en vivo, grabada de su presentación en el Lunario del Auditorio Nacional aparece publicada en la edición especial del álbum Mon Laferte vol. 1, las tres versiones tienen arreglos musicales distintos.

## Vídeo musical
Existe un vídeo musical realizado por la productora Big Bang Films, productora de la película el buen Pedro Pedro, en este se ve a Mon Laferte cantando de noche, mientras aparecen intercaladas escenas de la película.